# 高興郡 (中国)
高興郡（こうこう-ぐん）は、中国にかつて存在した郡。三国時代から南北朝時代にかけて、現在の広東省南部に設置された。

## 概要
三国の呉のとき、高興郡が立てられた。高興郡は広州に属し、郡治は広化県に置かれた。
晋のとき、高興郡は広化・海安・化平・莫陽・西平の5県を管轄した。太康年間、高興郡は廃止され、高涼郡に編入された。
南朝斉のとき、再び高興郡が立てられ、越州に属した。斉の高興郡は宋和・寧単・高興・威成・夫羅・南安・帰安・陳蓮・高城・新建の10県を管轄した。
589年（開皇9年）、隋が南朝陳を滅ぼすと、高興郡は廃止されて、羅州に編入された。